# Tvärbandad fältmätare
Tvärbandad fältmätare. Martania taeniata, är en fjärilsart som beskrevs av James Francis Stephens 1831. Tvärbandad fältmätare ingår i släktet Martania och familjen mätare, Geometridae. Tvärbandad fältmätare är reproducerande i både Sverige och Finland och enligt respektive rödlista är arten livskraftig, LC i båda länderna. Inga underarter finns listade i Catalogue of Life.

## Bildgalleri

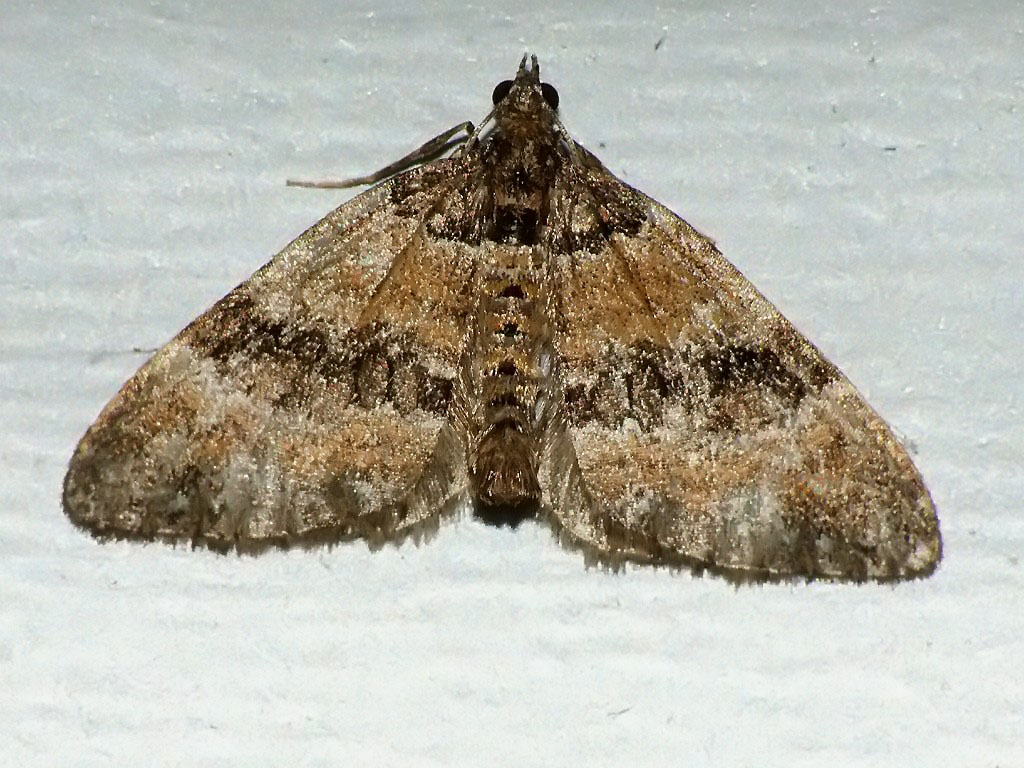
Imago fjäril
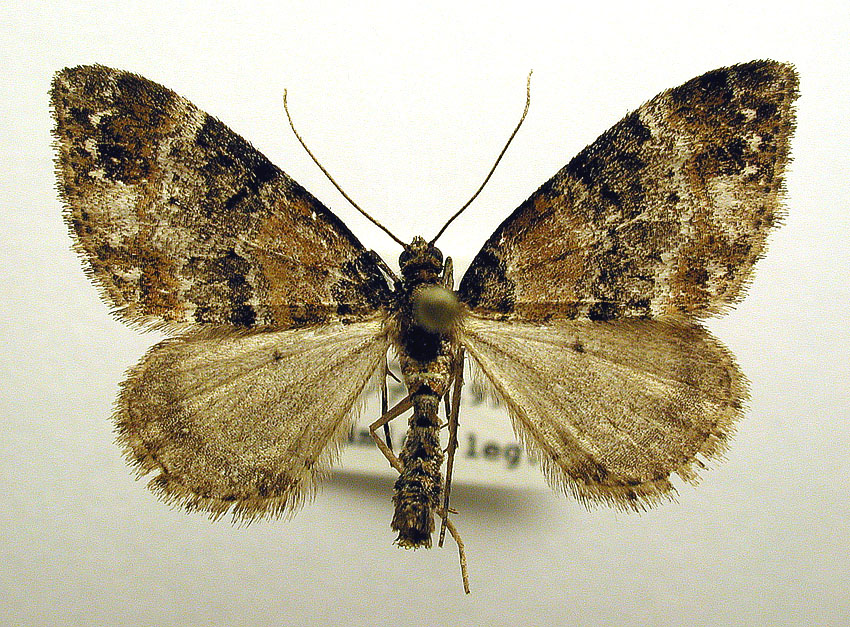
Preparerad (uppnålad) imago fjäril